# Percina stictogaster
Percina stictogaster är en fiskart som beskrevs av Burr och Page, 1993. Percina stictogaster ingår i släktet Percina och familjen abborrfiskar. Inga underarter finns listade i Catalogue of Life.